# Hōshi ryokan
Pour l’article homonyme, voir Hoshi.

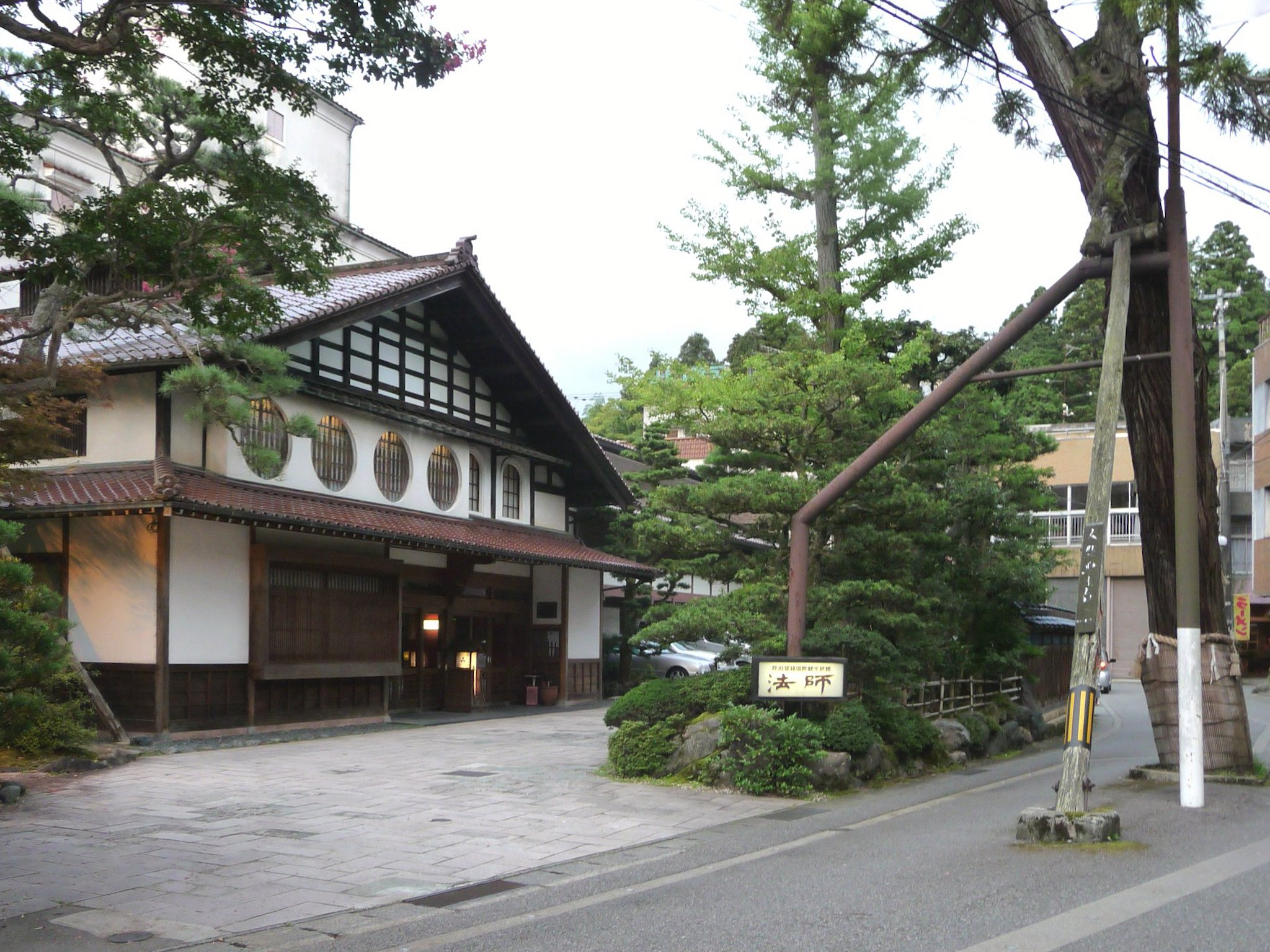
Entrée principale.

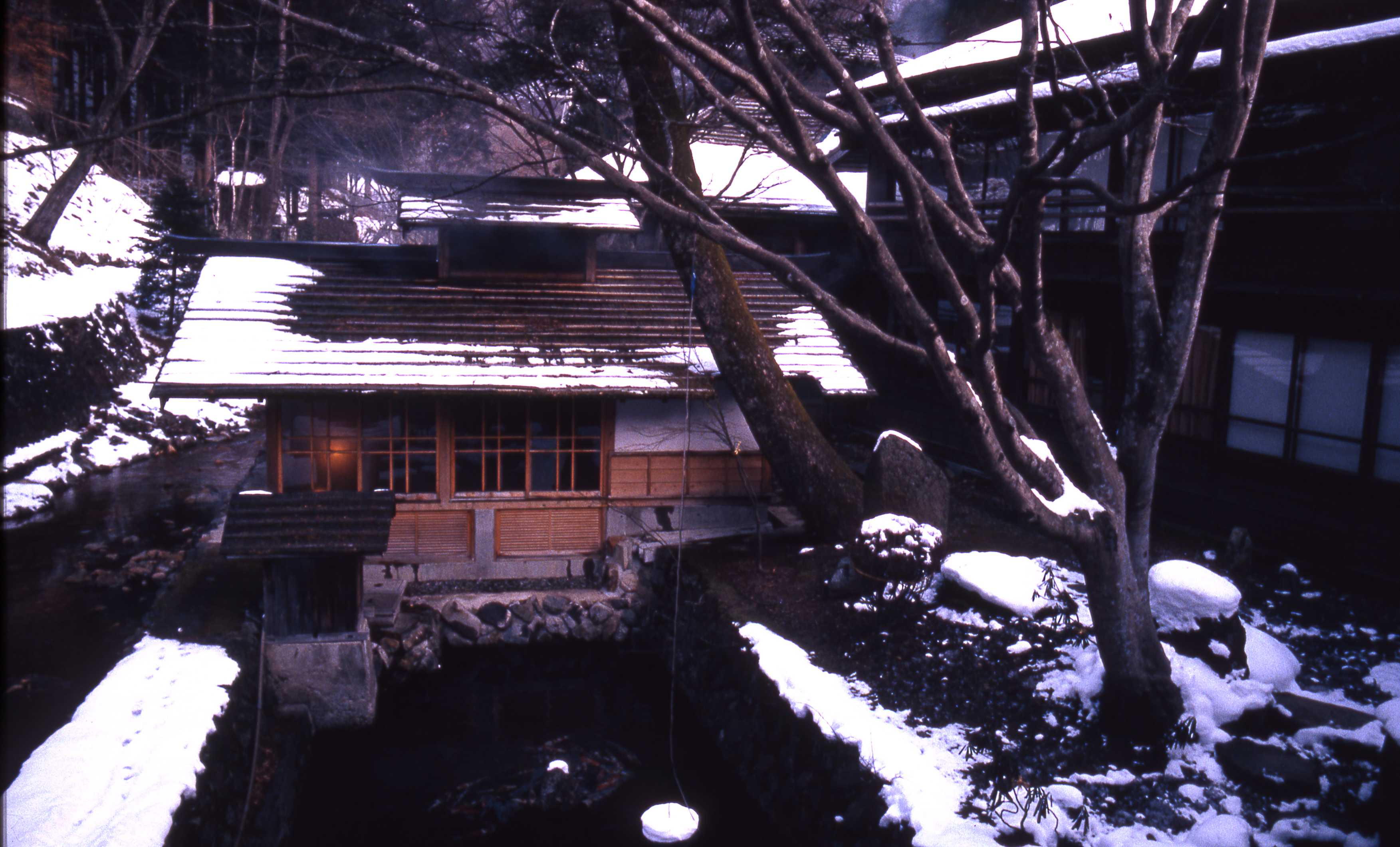
Bain d'eau chaude minérale d'Hōshi ryokan en hiver.

Hōshi ryokan ou Hoshi (法師) est un ryokan, une auberge traditionnelle japonaise, créée en 717 ou 718 dans la ville de Komatsu, actuelle préfecture d'Ishikawa, sur l'île de Honshu.
Elle fut toujours une entreprise familiale. En mars 2016, elle en était à sa 46e génération et à 1 299 ans d'exploitation continue. Elle est considérée comme la deuxième entreprise la plus ancienne au monde depuis le dépôt de bilan de Kongō Gumi, une entreprise de construction japonaise, en 2006.
Le Livre Guinness des records le considère comme le plus vieil hôtel encore en activité.